# Cod RAN
Codul RAN reprezintă codul asociat siturilor arheologice înregistrate în Repertoriul Arheologic Național (RAN)
.